# Гилл, Мэри Райт
Мэри Райт Гилл (англ. Mary Wright Gill, полное имя Mary Irvin Wright Gill; 1867—1929) — американская художница и иллюстратор.

## Биография
Родилась 19 мая 1867 года в Вашингтоне.
Из-за проблем со здоровьем, Мэри забрали из обычной школы и отдали в Школу дизайна Университета Цинциннати, где она стала самой молодой ученицей, когда-либо зачисленной на эту программу. Вернувшись в Вашингтон, она начала оформлять контракт с Бюро американской этнологии (BAE), руководимым Джоном Уэсли Пауэллом.
Некоторые из её ранних работ были представлены как часть вклада Смитсоновского института на выставку Centennial Exposition of the Ohio Valley and Central States (1888). В 1891 году её работы были представлены на выставке Общества художников Вашингтона в галерее Woodward & Lothrop. Школу дизайна Университета Цинциннати по специальности рисунок и дизайн она окончила в 1893 году. После этого некоторое время училась живописи у Кеньона Кокса и у Эдвина Блашфилда.
Мэри Райт Гилл была известна своими рисунками в стиле «fidelity and accuracy». Работая художницей в Бюро американской этнологии, создала множество иллюстраций, используемых в годовых отчетах BAE, в частности, в работе «The Zuni Indians» Матильды Кокс Стивенсон. Работала Гилл основном пером и тушью, графитом и акварелью.
Помимо работ для Бюро американской этнологии, она иллюстрировала множество известных публикаций и книг, в том числе «Manual of the Grasses» Альберта Спира Хичкока. За время своей карьеры у Мэри Райт Гилл сложились дружеские отношения с известными женщинами-иллюстраторами, среди них Мэри Агнес Чейз, которая работала ассистентом у Альберта Спира Хичкока.
Умерла 30 октября 1929 года в Вашингтоне, была похоронена на городском кладбище Rock Creek Cemetery.